# Whitney (Washington)
Whitney az Amerikai Egyesült Államok északnyugati részén, Washington állam Skagit megyéjében elhelyezkedő kísértetváros.
A korábban Padillának nevezett települést 1882-ben alapították. Whitney postahivatala 1885 és 1914 között működött.

## Fordítás
- Ez a szócikk részben vagy egészben  a   Whitney, Washington című angol Wikipédia-szócikk ezen változatának fordításán alapul.  Az eredeti cikk szerkesztőit annak laptörténete sorolja fel. Ez a jelzés csupán a megfogalmazás eredetét és a szerzői jogokat jelzi, nem szolgál a cikkben szereplő információk forrásmegjelöléseként.